# 상주항
상주항은 경상남도 남해군 상주면 상주리, 상주마을 인근에 있는 어항이다. 2002년 8월 6일 어촌정주어항으로 지정하여 관리하고 있다. 시설관리자는 남해군수이다.

## 어항 연혁
- 원효대사가 금산 보리암에 머물면서 화엄경을 강론하면서 먼 훗날 큰고을을 이루고 살기 좋은곳이 될 것이라 예언하여 타지로 피난하는 사람들이 모여살게 되었다고 하여 상주(常住)라는 말이 상주(尙州)로 변했다고 한다.

## 어항 시설
- 선착장 L=82m, B=5.0m, 물량장 L=86m, B=63m

## 주요 어종
- 도다리, 노래미, 해삼, 패류